# Liste der Werke Lew Tolstois
Die folgende Liste der Werke Lew Tolstois führt alle Erzählungen, Romane, Dramen und philosophischen, politischen und religiösen Schriften Lew Tolstois auf.

## Frühe Erzählungen (1851–1865)
- Die Geschichte des vorigen Tages (1851), Fragment
- Die Fahrt nach Mamakaj-Jurt (1852), Fragment; einziger Titel eines geplanten Zyklus „Aufzeichnungen aus dem Kaukasus“
- Der Überfall (1853)
- Aufzeichnungen eines Markörs (1853)
- Der Weihnachtsball, (1853) Fragment; ursprünglicher Titel: „Eine Nacht in der Christwoche“, spätere Titelvariante: „Wie Liebe zugrunde geht“
- Onkelchen Schdanow und Kavalier Tschernow (1854), Fragment
- Wie russische Soldaten sterben. Der Alarm (1854)
- Der Holzschlag (1855)
- Sewastopol (1855/56)
- Der Schneesturm (1856)
- Zwei Husaren (1856)
- Anfang einer phantastischen Erzählung (1856), Fragment
- Der Degradierte (1856), Stück des geplanten Zyklus „Aufzeichnungen aus dem Kaukasus“; Titelvarianten: „Begegnung mit einem Moskauer Bekannten im Felde“ oder „Aus den Aufzeichnungen des Fürsten D. Nechljudow“
- Der Morgen eines Gutsbesitzers (1856)
- Das entlegene Jagdrevier (1857)
- Luzern (Aus den Aufzeichnungen des Fürsten D. Nechljudow) (1857)
- Aufzeichnungen eines Ehemannes (1857)
- Das Märchen, wie ein anderes Mädchen Warinka plötzlich erwachsen war (1857/1858), Skizze
- Drei Tode (1859)
- Albert (1858)
- Der Ostermorgen (1858), Fragment
- Familienglück (1859)[1]
- Polikuschka (1862)
- Eine Idylle (1862)
- Die Kosaken (1862)
- Tichon und Malanja (1862), Fragment
- Der Traum (1863)
- Die Oase (1863), Fragment
- Der Christbaum (nach 1864), Fragment
- Anekdote von einem schüchternen jungen Mann (Datierung unklar)
- Stephan Semjonytsch Prosorow (zweite Hälfte 1860er Jahre), Fragment
- Der Gattenmörder (Ende der 1860er Jahre), Fragment

(Quelle:)

## Volkserzählungen (1872–1887)
- Alphabet (1872)
  - Das Mäusemädchen
  - Wie die Tante der Großmutter davon erzählte, wie ihr der Räuber Jemeljan Pugatschow einen Zehner schenkte
  - Die zwei Kaufleute
  - Wie ich zum erstenmal einen Hasen schoß
  - Die zwei Brüder
  - Die Natter
  - Der Feldhase
  - Bulka
  - Bulka und der Keiler
  - Gott sieht die Wahrheit, sagt sie aber nicht sogleich
  - Jermak und die Eroberung Sibiriens
- Alphabet (1875)
  - Der Wolf und der Bauer
  - Die Bärenjagd
  - Meine Hunde
  - Woher das Böse auf der Welt kommt
  - Der Gefangene im Kaukasus
  - Die drei Bären
  - Wie Onkel Semjon davon erzählte, was mit ihm im Wald geschah
  - Filipok
- Der Leinwandmesser (1875)
- Wovon die Menschen leben (1881)
- Lass den Funken nicht zur Flamme werden (1885)
- Die Kerze (1885)
- Die beiden Alten (1885)
- Wo die Liebe ist, da ist auch Gott (1885)
- Texte zu Lindenbastdrucken (1885):
  - Der Feind ist zähe, aber Gott ist stark
  - Die Mädchen waren klüger als die Erwachsenen
  - Die beiden Brüder und das Gold
  - Iljas
- Das Märchen von Iwan, dem Narren (1885)
- Wie sich das Teufelchen einen Kanten Brot verdiente (1886)
- Volkslegenden (1886):
  - Wieviel Erde braucht der Mensch?
  - Ein Roggenkorn so groß wie ein Hühnerei
  - Der Patensohn
  - Die drei Starzen
  - Der reuige Sünder
- Der Knecht Jemeljan und die hohle Trommel (1886)
- Der Taufsohn (1886)
- Der Tod des Iwan Iljitsch (1886)
- Die drei Söhne (1887)
- Gespräch müßiger Leute (1898); üblicherweise vorangestellt der früheren Erzählung:
- Wandelt im Licht, solange es Licht ist (1887)
- Zu teuer (1890)
- Drei Gleichnisse (1893)
- Herr und Knecht (1895)
- Die Zerstörung der Hölle und ihr Wiederaufbau (1902)
- Der assyrische König Assarhadon (1903)
- Arbeit, Tod und Krankheit (1903)
- Drei Fragen (1903)
- Aufzeichnungen eines Wahnsinnigen (1903)
- Der große Bär (1904)
- Kornej Wasiljew (1905)
- Das Gebet (1905)
- Der Wolf (1908)

(Quelle:)

## Späte Erzählungen (1888–1910)
- Vierzig Jahre. Eine kleinrussische Legende (1888?)
- Die Kreutzersonate (1889)
- Der Teufel (1889)
- Zwei verschiedene Versionen der Geschichte des Bienenstockes mit dem Rindendeckel (1890)
- Francoise (1890)
- Wer hat recht? (1891)
- Die Mutter (1891?, Datierung nach Handschrift), Fragment
- Über das Gericht (1891), Fragment
- Das Kaffeehaus von Surat (1892)
- Ein Brief über das Karma (1894)
- Das Karma (1894)
- Der Traum des jungen Zaren (1894)
- Sinnlose Hirngespinste (1895)
- Vater Sergej (1898)
- Nach dem Ball (1893)
- Das bist du (1903)
- Hadschi Murad (1904)
- Der gefälschte Kupon (1904)
- Aljoscha der Topf (1905)
- Die Erdbeeren (1905)
- Die Kraft der Kindheit (1905)
- Die postumen Aufzeichnungen des Starez Fjodor Kusmitsch (1905), Fragment
- Buddha (1905)
- Wofür? (1906)
- Das Göttliche und das Menschliche (1906)
- Was ich im Traume sah (1906?, Datierung nach Handschrift)
- Vater Wasilij (1906), Fragment
- Lesering (1904–1906), Erzählungen; teilweise auch nur von Tolstoi bearbeitet, die in der „volkstümlichen Hauspostille“ Lesering erschienen sind, einige sind oben unter „Volkserzählungen“ bereits aufgeführt:
  - Der Sohn des Diebes
  - Der Erzengel Gabriel
  - Arme Leute
  - Der Brief des Bauern Olchowik, der sich weigerte, seinen Militärdienst abzuleisten
  - Der Ungläubige
  - Die Steine
  - Fedotka
  - Der Alte in der Kirche
  - Kunalas Augen
- Die Kreißende (1908?), Fragment
- The Hostelry (1908) (von Tolstoi auf Russisch geschriebene Erzählung, von Tschertkow auf Englisch übersetzt, von Tolstoi überarbeitet und auf Bitten von Thomas Edison 1908 in einen Phonographen gesprochen)[4]
- Macht des Kindes (1908)
- Gespräch eines Vaters mit dem Sohn (1909)
- Gespräch mit einem Vorübergehenden (1909?, Datierung nach Handschrift)
- Der Durchreisende und der Bauer (1909, Datierung nach Handschrift)
- Lieder im Dorf (1909)
- Wer sind die Mörder? Pawel Kudrjasch (1909), Fragment
- Der Mönchspriester Iliodor (1909)
- Kindliche Weisheit (1909/1910)
- Auf dem Chodynkafeld (1910)
- Dankbarer Boden (1910)
- Allen das Gleiche. Erzählung für Kinder (1910, Datierung nach Handschrift)
- Drei Tage auf dem Lande (1910)
- Es gibt keine Schuldigen auf der Welt (1912?, Datierung nach Handschrift)

(Quelle:)

## Autobiographisches
- Kindheit (1852)
- Knabenalter (1854)
- Jünglingsjahre (1857)
- Meine Beichte (1882) Auszüge (PDF)

## Romane
- Krieg und Frieden (Urfassung) (1867)
- Krieg und Frieden (1869) (online) (engl. Hörbuch bei LibriVox)
- Anna Karenina (1877) (online)
- Auferstehung (1899)

## Dramen
- Die Macht der Finsternis (1896)
- Der lebende Leichnam (postum 1913)
- Und das Licht scheinet in der Finsternis[6] (Drama, unvollendet, postum, deutsche EA 1912, 1918 Max Reinhardt)[7]

## Philosophische, religiöse und politische Schriften
- Kritik der dogmatischen Religion (1881)
- Übersetzung der vier Evangelien (1883)
- Worin mein Glaube besteht (1883)
- Wo Liebe ist, da ist auch Gott  (1885)
- Russische Bauern (1887) (Textarchiv – Internet Archive)
- Über das Leben (1887), übersetzt von Adele Berger, Steinitz, Berlin 1891 (Digitalisat).
- Das Himmelreich in euch (1894)
- Grausame Vergnügungen (1895)
- Was ist Kunst? (1898), Teildruck (ab Kap. 6): Gegen die moderne Kunst (Textarchiv – Internet Archive)
- Patriotismus und Regierung (1900) theopenunderground.de (PDF)
- Was ist Geld? (1901)
- Über Erziehung und Bildung (1902) (Textarchiv – Internet Archive)
- Was ist Religion ? (1902) (archive.org)
- Krieg und Revolution (1904)
- Die Sklaverei unserer Zeit (1904)
- Für alle Tage (1904)[8]
- Das große Verbrechen (1905)
- Das Ende eines Zeitalters (Die bevorstehende Umwälzung) (1906)
- Rede gegen den Krieg (1909)[9]
- Legenden (postum 1925)